# Shao Jiayi
Shao Jiayi (chiń. 邵佳一; pinyin Shào Jiāyī; ur. 10 kwietnia 1980 w Pekinie), piłkarz chiński grający na pozycji lewego pomocnika.

## Kariera klubowa
Shao jest wychowankiem klubu Beijing Guo’an. W 1999 roku w jego barwach zadebiutował w Chinese Super League. W 2000 roku grał już w wyjściowej jedenatsce stołecznego klubu, a największy sukces osiągnął w 2002 roku, gdy zajął z nim 3. miejsce w chińskiej ekstraklasie.
Zimą 2003 roku Shao przeszedł do klubu niemieckiej Bundesligi, TSV 1860 Monachium. W lidze zadebiutował 1 lutego w przegranym 0:1 meczu z Hannoverem. Na koniec sezonu zajął ze swoją drużyną 10. miejsce, jednak w sezonie 2003/2004 był już tylko rezerwowym i wystąpił tylko w 5 ligowych spotkaniach, a TSV 1860 zostało zdegradowane do drugiej ligi. Na drugim froncie Shao grał przez 2 sezony, ale nie zdołał awansować z klubem z Monachium do pierwszej ligi.
Latem 2006 Jiayi został wypożyczony do Energie Cottbus, grającego w pierwszej lidze. W Energie zadebiutował 12 sierpnia w przegranym 0:2 meczu z Borussią Mönchengladbach. Od początku sezonu udanie wprowadził się do pierwszego składu Energie i swoją postawą przyczynił się do utrzymania beniaminka w lidze.
| Sezon   | Klub               | Kraj   | Rozgrywki                      | Mecze | Bramki |
| ------- | ------------------ | ------ | ------------------------------ | ----- | ------ |
| 1999    | Beijing Guo’an     | Chiny  | Chinese Super League           | 18    | 1      |
| 2000    | Beijing Guo’an     | Chiny  | Chinese Super League           | 15    | 1      |
| 2001    | Beijing Guo’an     | Chiny  | Chinese Super League           | 20    | 3      |
| 2002    | Beijing Guo’an     | Chiny  | Chinese Super League           | 27    | 7      |
| 2002/03 | TSV 1860 Monachium | Niemcy | Bundesliga                     | 12    | 1      |
| 2003/04 | TSV 1860 Monachium | Niemcy | Bundesliga                     | 5     | 0      |
| 2004/05 | TSV 1860 Monachium | Niemcy | 2. Fußball-Bundesliga          | 16    | 3      |
| 2005/06 | TSV 1860 Monachium | Niemcy | 2. Fußball-Bundesliga          | 25    | 4      |
| 2006/07 | Energie Cottbus    | Niemcy | Bundesliga                     | 29    | 2      |
|         |                    |        | Łącznie w Chinese Super League | 80    | 12     |
|         |                    |        | Łącznie w Bundeslidze          | 46    | 3      |

## Kariera reprezentacyjna
W reprezentacji Chin Shao Jiayi zadebiutował 5 października 2000 roku w przegranym 0:2 meczu z Arabią Saudyjską. W 2002 roku wziął udział w Mistrzostwach Świata w Korei Południowej i Japonii, na których wystąpił w dwóch spotkaniach grupowych: przegranym 0:4 z Brazylią oraz 0:3 z Turcją, w tym drugim w 60. minucie dostając czerwoną kartkę. Brał także udział w nieudanych dla Chin eliminacjach do Mistrzostw Świata w Niemczech.